# Sylvia Bozeman
Pour les articles homonymes, voir Bozeman (homonymie).
Sylvia Bozeman, née Trimble, en 1947 à Camp Hill, dans l'Alabama, est une mathématicienne et universitaire américaine. Elle est enseignante de mathématiques au Spelman College, de 1974 à 2013.

## Enfance et éducation
Sylvia Trimble est originaire d'une région rurale de l'Alabama. Elle fait ses études secondaires dans des écoles ségréguées pour enfants afro-américains, et est encouragée par ses enseignants et ses parents à poursuivre ses études.  
Elle est étudiante en mathématiques à l'université A&M d'Alabama (en), années durant lesquelles elle participe à sur des projets d'été organisés par la NASA et à l'université Harvard. Elle obtient son diplôme salutatorian en 1968 et poursuit ses études, avec son mari Robert Bozeman, également mathématicien, à l'université Vanderbilt, dans le Tennessee, non soumise à la ségrégation. Elle obtient une maîtrise en 1970,. Robert et Sylvia Bozeman ont deux enfants, celle-ci travaille à temps partiel à l'université Vanderbilt et à l'université d'État du Tennessee, tandis que son mari termine ses études doctorales en mathématiques,.  
En 1974, Sylvia Bozeman obtient un poste d'enseignante au Spelman College, un collège pour femmes noires à Atlanta, en Géorgie tandis que son mari enseigne au Morehouse College, un autre collège historiquement noir. Elle travaille avec Shirley McBay (en), Etta Zuber Falconer et Gladys Glass, des mathématiciennes qui tentaient d'améliorer les programmes de sciences et de mathématiques de Spelman. En 1976, elle reprend ses études à l'université Emory tout en continuant à enseigner à Spelman, et elle obtient son doctorat en 1980 à Emory, sous la direction de Luis Kramarz et John Neuberger, avec une thèse intitulée Representations of Generalized Inverses of Fredholm Operators,,. 
Elle est l'une des fondatrices de Enhancing Diversity in Graduate Education (EDGE), un programme de transition pour les femmes qui entament des études supérieures en sciences mathématiques. Elle a notamment pu conseiller Yewande Olubummo dans sa formation.
Bozeman a pris sa retraite de Spelman College en 2013, après avoir travaillé dans ce cadre pendant 39 ans.

## Recherches et reconnaissance
Ses recherches se sont concentrées sur l'analyse fonctionnelle et le traitement d'images et ont été financées par l'Army Research Office (en), la Fondation nationale pour la science (NSF) et la NASA. En 1997, elle est élue gouverneure de section de la Mathematical Association of America (MAA), première mathématicienne afro-américaine à occuper ce poste. En 2012, elle devient membre de l'American Mathematical Society. En 2017, elle est sélectionnée comme membre de l'Association for Women in Mathematics dans la classe inaugurale. En 2019, elle a reçu le premier prix MAA pour l'inclusivité.  